# Euphorbia poissonii
Euphorbia poissonii es una especie fanerógama perteneciente a la familia de las euforbiáceas. Es endémica de Nigeria.

## Descripción
Es endémico del norte de Nigeria, donde los agricultores locales utilizan su extracto de látex para su uso como plaguicida, es potente contra cualquier animal que entra en el terreno.  Su potente y dolorosa  toxina se descompone después de unos días de la exposición al aire.
El principio activo de la toxina se une a los receptores del dolor de la misma manera que la capsaicina, pero mucho más potente. Estimula las neuronas  varias veces hasta que estas mueren, causando dolor a la víctima, así como un grave shock anafiláctico.
Debido a su carácter selectivo por los receptores del dolor, dejando otras células nerviosas intactas, la resiniferatoxina está siendo investigada como un posible tratamiento para el dolor crónico.

## Taxonomía
Euphorbia poissonii fue descrita por Ferdinand Albin Pax y publicado en Bulletin du Muséum d'Histoire Naturelle 1902: 62. 1902.
Etimología
Euphorbia: nombre genérico que deriva del médico griego del rey Juba II de Mauritania (52 a 50 a. C. - 23), Euphorbus, en su honor – o en alusión a su gran vientre –  ya que usaba médicamente Euphorbia resinifera. En 1753 Carlos Linneo asignó el nombre a todo el género.
poissonii: epíteto otorgado en honor del viajero y naturalista francés Eugène Adrien Poisson (1871 - 1910), que participó en una expedición a Dahomey donde descubrió la especie.